# Szabó István (műfordító)
Szabó István (Bakonyszentkirály, Veszprém vármegye; 1801. július 4. – Kazár, Nógrád vármegye; 1892. március 27.) pap, műfordító, hellénista tudós, a Magyar Tudományos Akadémia és a Kisfaludy Társaság tagja.

## Életútja
Szabó János és Tárkányi Éva jómódú földműves szülők fia. Hatéves korában anyját, tizenegy éves korában apját is elvesztette. Előbb a pápai református kollégiumban tanult, majd 1812-ben gróf Esterházy László, akkori rozsnyói püspök konviktusába vette fel. Középiskoláit Rozsnyón a premontreieknél folytatta és fejezte be. 1819-ben a rozsnyói papneveldébe vették fel, 1826-ban felszentelték. Karancskesziben kezdte papi pályáját, ahol 1827-től hét évig káplán, itt 1831-ben Kazinczy Ferenc is felfigyelt a fiatal papra felvidéki utazásai során.
| „S ki hitte volna, hogy itt egy valaki görög nyelven olvassa az antológiát s a Meleáger virágait magyar földre ülteti által. – Hova is tévedtetek ide görög lélek szép mívei? – Ezt kiálthatnám fel a Molière ismert szavai után. Szentkirályi Szabó István, káplán Karancskesziben Ludány és Bocsár közt fordítja őket. Ismeretsége, valamint érdemes esperestjéé is, mindkettõnknek igen kedves vala.” – Kazinczy Ferenc: Magyarországi utak, 599. old. |

Szabó Istvánt ezután három évig osgyáni plébános-helyettesként működött. 1837-től Guszonán (Gömör vármegye), 1842-től Pilisen, végül 1857-től Kazáron volt plébános.
A Magyar Tudományos Akadémia 1839-ben választotta meg levelező tagjának, a Kisfaludy Társaságnak 1842-ben lett tagja. 1889-ben ülte meg az Akadémia levelező taggá választásának 50 éves jubileumát.
Mellszobrát, Holló Barnabás alkotását, 1897. okt. 24-én Rozsnyón emelték emlékének.

## Munkássága
A görög klasszikusok szövegeinek prózai és verses fordításaival vált ismertté kortársai előtt. Szabó Istvánt egy időben a magyar irodalom legkitűnőbb hellenistájának tartották, aki elsőként fordította magyarra Homérosz két nagy eposzát, az Iliaszt és az Odüsszeiát, valamint magyarra ültette Aiszóposz meséit is.
Főbb fordításai mellett saját nevén, valamint Martialis, illetve K. P., Kazári Pap név alatt cikkei jelentek meg a Szépliteraturai Ajándékban (1825.), a Koszorúban (1830.), az Athenaeumban (1838-39.). A Figyelmező 1839 és 1840 között könyvismertetőit közölte, megjelentek írásai a Kisfaludy-Társaság Évlapjaiban (Új F. VI., XI., XVI., XVIII.), és 1842-ben a Nemzeti Almanachban is. A Pesti Divatlap 1845. II. 21-i száma Kisfaludy Sándor emlékére írt sírversét közölte, az Új Magyar Múzeumban 1851 és 1852 között Arkadia a magyarok hazája címmel írt, az Akadémiai Értesítő (XIV. 1854.) Prometheos gyűrűjéről címmel közölte írását. Szabó István munkatársa volt még 1862 és 1866 között az Idők Tanújának is (Epigrammok, Káromkodás nyelvészeti tekintetben).

## Munkái
- Görög virágok az Anthologiából. (Kassa, 1834.)
- Aesop meséi. (Pest, 1846.)
- Homeros Iliasa. Ford. (Pest, 1853.)
- Homer Odysseaia. Hellenből ford. (Pest, 1857.)
- Aranygyapjas vitézek vagy Apollonius Rhodius Argonauticonja. Ford. (Budapest, 1877.)
- Mózes nyomai Homernál. (Budapest, 1889.)
- Mamzer. (Budapest, 1890.)
- A Muzsák eredete és a nevök jelentése. (Budapest, 1891.)
- A holdelőtti arkaszok. (Budapest, 1891.)
- A magyarok Istene. (Budapest, 1892.)

Kéziratban: Tetralogia Isocratesből;  Orpheus Argonautikája.